# Erich Steinfurth
Erich Steinfurth (né le 10 août 1896 à Mittenwalde, mort le 1er février 1934 à Berlin-Wannsee) est un homme politique communiste et résistant allemand au nazisme.

## Biographie
Né dans une famille ouvrière, Erich Steinfurth termine avec succès un apprentissage de serrurier. Après la fin de la Première Guerre mondiale, il trouve un emploi dans l’atelier de maintenance de Reichsbahn à Berlin, près de l’ancien parc ferroviaire de Berlin-Grunewald. Il y travaille jusqu'à son licenciement en 1923. Parallèlement, il est membre du comité d'entreprise et du conseil d'entreprise de district.
La carrière politique de Steinfurth débute en 1918 à l'USPD puis, comme l'aile majoritaire, il rejoint le Parti communiste d'Allemagne (KPD) fin 1920.
En 1923, Steinfurth et d'autres cheminots s'opposent activement au putsch de la Brasserie à Munich et sont condamnés en 1924 à deux ans d'emprisonnement. Après sa libération, il prend en 1925 la direction de Rote Hilfe, une organisation de solidarité principalement composée de travailleurs communistes, dans le district de Berlin-Brandebourg. En 1929, il est membre du comité central du Rote Hilfe. En octobre 1929, Steinfurth est remplaçant au parlement prussien. En 1932, il est élu membre du parlement et en fait partie jusqu'à son arrestation, fin mars 1933. En cette qualité, il mène une campagne avec succès pour le soutien des prisonniers politiques et de leurs familles.
Steinfurth habite alors au 129 Friedlander Straße à Berlin-Adlershof.
Le 25 mars 1933, il est arrêté et conduit à la prison de Plötzensee. Après avoir subi de graves mauvais traitements, il est ensuite transféré au camp de concentration de Sonnenburg, où il parvient à transmettre illégalement des informations aux dirigeants du KPD sur les conditions inhumaines subies dans ce centre de détention.
Dans la nuit du 1er au 2 février 1934, il est abattu par la Gestapo pour cause de « tentative de fuite », en même temps qu'Eugen Schönhaar, Rudolf Schwarz et John Schehr, le président par intérim du KPD, au Schäferberg, en représailles à l'assassinat sur ordre du KPD d'Alfred Kattner, membre du parti et informateur au service de la Gestapo. Le commissaire de police Bruno Sattler est le responsable de l'exécution.
En 1934, l'écrivain Erich Weinert écrit en hommage le poème John Schehr und Genossen.
Après la Seconde Guerre mondiale, ses restes sont inhumés au mémorial des socialistes au cimetière central de Berlin-Friedrichsfelde.